# Világosság (érzékelés)
A világosság a vizuális érzékelés egyik jellemzője, a fényforrás által kibocsátott fénymennyiséget fejezi ki.
A világosság az RGB színskálán a három színkoordináta (R, G és B) kombinációjaként adható meg:
{\displaystyle \mu ={R+G+B \over 3}.}
A HSB színskálán ugyancsak egy színkoordináta.